# Kolbenova (Praha)
Kolbenova je ulice ve Vysočanech a Hloubětíně na Praze 9 a 14, která spojuje náměstí Organizace spojených národů a tedy i křižovatku ulic Freyova, Sokolovská, Jandova, Pod Pekárnami s ulicí Poděbradskou. Ve vysočanském úseku do ní od západu postupně ústí ulice Prouzova, Špitálská, Nemocniční, Pod Strojírnami, Poštovská, Na Černé strouze, Moravcových a Smržových. V hloubětínském úseku ulice vede po mostě, pod kterým jezdila železniční vlečka, dále do ní z jihu ústí Laponská, poté ji protíná ulice Kbelská, která je také hranicí mezi Prahou 9 a Prahou 14, následně ji protíná ulice Zálužská, nato do ní ústí Slévačská, severní úsek K Hutím a nakonec Lehovecká. Má velice přibližný západovýchodní průběh.

## Historie a názvy
Ulice se skládá ze třech úseků. Nejstarší úsek je na západě mezi náměstím OSN a přibližně ulicí Nemocniční. Ulice vznikla v roce 1910 a až do roku 1940 se jmenovala Třebízského podle českého spisovatele historických románů Václava Beneše Třebízského (1849–1884). Za okupace v letech 1940–1945 byla pojmenována Valdecká (německy Waldecker Gasse) podle zříceniny středověkého hradu Valdek u Hořovic. V letech 1945–1949 se opět jmenovala Třebízského. Poté byla přejmenována na Fučíkovu podle Julia Fučíka (1903–1943), českého komunistického novináře, literárního a divadelního kritika, který byl v Berlíně popraven nacisty. Konečně v roce 1991 získala svůj současný název Kolbenova podle Emila Kolbena (1862–1943), českého elektrotechnika a podnikatele, zakladatele továrny Kolben a spol. a generálního ředitele Českomoravské-Kolben-Daněk (ČKD). Zemřel v koncentračním táboře Terezín.
Střední úsek zhruba mezi Nemocniční a Kbelskou byl pojmenován v roce 1925 jako ulice Pod Kolbenkou. V době nacistické okupace v letech 1940–1945 se německy nazývala Kolbenwerkstraße. V roce 1949 byla připojena k nově pojmenované Fučíkově.
Východní hloubětínský úsek vznikl v roce 1962 v souvislosti s výstavbou sídliště Hloubětín.
| Část ulice    | 1910–1925   | 1925–1940     | 1940–1945     | 1945–1949     | 1949–1962 | 1962–1991 | od 1991   |
| ------------- | ----------- | ------------- | ------------- | ------------- | --------- | --------- | --------- |
| Západní úsek  | Třebízského | Třebízského   | Valdecká      | Třebízského   | Fučíkova  | Fučíkova  | Kolbenova |
| Střední úsek  |             | Pod Kolbenkou | Pod Kolbenkou | Pod Kolbenkou | Fučíkova  | Fučíkova  | Kolbenova |
| Východní úsek |             |               |               |               |           | Fučíkova  | Kolbenova |

## Zástavba, její historie a charakter ulice

### Vysočany a Hloubětín po Kbelskou
Kolbenova v tomto úseku měla původně především industriální charakter, pouze na jižní straně západního úseku po ulici Poštovskou jsou nájemní domy a na jižní straně východního úseku vznikly ve 20. letech 20. století nouzové kolonie. Ve vysočanském katastrálním území to byla Obecní kolonie Za Aero, do které směřovaly z nynější Kolbenovy kolmo vedoucí ulice Obecní kolonie I. až V. Celkem stálo v této kolonii 226 domů. Ulice Obecní kolonie I. se nacházela v místech, kde je prozatím nepojmenovaná ulice vedoucí k prodejně nábytku Möbelix a k budované čtvrti Emila Kolbena. Na hloubětínském území vznikala od roku 1926 nouzová kolonie Čína (Indočína, V Číně) a na jih od ní směrem k Rokytce zahrádkářská kolonie Rajská zahrada.
Původní továrna Kolben & spol., kterou založil Emil Kolben se svým společníkem Karlem Bondym 29. října 1896, stála na východ od ulice Zengerovy, později přejmenované na U Kolbenky. Stála strategicky u železniční trati a na východ byly volné pozemky, které firma prozíravě přikoupila, takže se továrna mohla rozšiřovat na rozloze více než 27 hektarů. První stálé budovy byly dostavěny v lednu 1897. Dne 1. ledna 1921 proběhla fúze tehdy už přejmenované firmy Elektrotechnická a. s. s První českomoravskou továrnou na stroje v Libni, a tak vznikla Českomoravská-Kolben, a. s. Konečně v roce 1927 došlo ke spojení s karlínskou Daňkovou Akciovou společností Strojírny a vznikl podnik Českomoravská-Kolben-Daněk (ČKD). Emil Kolben stál v čele podniku jako generální ředitel do roku 1939. Za německé okupace od roku 1940 byl podnik přejmenován na Českomoravské strojírny, a. s. (německy Böhmisch-Mährische Maschinenfabrik AG, BMM) a výroba se podřídila válečným potřebám. Na Květnou neděli 25. března 1945 byly při americkém náletu poškozeny i tovární budovy na Kolbenově (nejen ČKD, ale hodně např. AERO). V roce 1945 byl podnik znárodněn a o rok později přejmenován zpět na ČKD, n. p. K 1. lednu 1950 byl podnik rozdělen a ČKD Vysočany se krátce na to přejmenovalo na ČKD Stalingrad, n. p, zatímco blízká ČKD Libeň se přejmenovalo na ČKD Sokolovo, n. p. V roce 1958 se ČKD Praha stalo výrobně hospodářskou jednotkou (VHJ) a vysočanský podnik se přejmenoval na ČKD PRAHA, n. p. - závod Stalingrad. V roce 1965[zdroj?] bylo ČKD Praha přetvořeno na oborový podnik (o. p.) zahrnující 18 závodů, mezi nimi na Kolbenově ulici Elektrotechnika, Slévárny a Trakce.
V ČKD Stalingrad se od roku 1950 učil elektromechanikem Zdeněk Srstka, Jan Přeučil se od roku 1952 při ČKD Stalingrad pro svůj původ učil dřevomodelářem. Na konci 50. let se na přání otce vyučil elektromontérem Karel Gott, nejdříve v Chebu, pak v Plzni a výuční list získal zde v ČKD. Do roku 1960 pak pracoval ve zkušebně elektrických točivých strojů, kde se testovaly motory.
Dne 22. srpna 1968 proběhl po invazi vojsk Varšavské smlouvy do Československa v závodní jídelně ČKD Elektrotechnika mimořádný Vysočanský sjezd KSČ, který byl svolán spontánně a v utajení před Sověty. Původně se měl konat až 7. září. Z celkového počtu 1543 zvolených delegátů se k jednání dostavilo 1219 účastníků. Slabou stránkou bylo, že ze Slovenska dorazilo pouze 50 delegátů. Sjezdu předsedal ekonom Věněk Šilhán a nakonec byla přijata rezoluce odsuzující okupaci, požadující návrat unesených vedoucích představitelů státu. Sjezd také zvolil nově členy Ústředního výboru Komunistické strany Československa, přičemž jednoznačně se prosadilo reformní křídlo.
Na severní straně Kolbenovy ulice v západní části se nacházela ČKD Elektrotechnika, která vyráběla elektrické točivé stroje, transformátory, usměrňovače a měnírny, zatímco ve východní části byly ČKD Slévárny, které produkovaly odlitky ze šedé litiny, oceli a barevných kovů. Podél severní strany ulice nad zdmi vedly a v části stále vedou (stav 2019) potrubní mosty (energomosty), které Kolbenovu překonávaly na jih do ulice Na Černé strouze. Po druhé světové válce se ČKD rozšířila i do továrních hal na jižní straně ulice. Od západu zde byly výrobní objekty Praga převedené z Libně, bývalá firma AGA, jejíž areál se proměnil na ČKD Trakce, které se zabývaly výrobou elektrické výzbroje pro motorové lokomotivy a tramvaje, a na východě zbytky náletem poničené továrny Aero. Areály ČKD a Pragovky byly nejpozději v roce 1965 železničními vlečkami spojeny s nádražím Praha-Vysočany, Praha-Libeň a předávacím nádražím Praha-východ.
Po roce 1989 došlo v některých provozech k útlumu nebo ukončení výroby a některé části areálu začaly chátrat. Po zastavení výroby začaly být opuštěné tovární komplexy využívány jako sklady nebo na plochu náročné prodejny (např. nábytku). V některých opuštěných halách se také natáčely videoklipy nebo filmy (např. v roce 2004 Vetřelec vs. Predátor). Zchátralé haly přitahovaly bezdomovce, narkomany, fotografy a sprejery. Na severní straně ulice v areálu ČKD byly v letech 2005–2016 organizovány bleší trhy – Burza. V červnu 2016 se jejich pořádání přestěhovalo do ulice U Elektry. Některé budovy bývalého gigantu ČKD vyhořely. V severní části ulice mezi stanicemi metra Vysočanskou a Kolbenovou vypukl v sobotu 22. srpna 2015 před 19.30 hodinou požár v bývalé strojírenské hale, která sloužila jako textilní sklad asijských obchodníků. Požár se hasičům podařilo zlikvidovat v neděli 24. srpna odpoledne. Na budově byla tehdy předběžně vyčíslena škoda na deset až patnáct milionů korun. V pátek 9. listopadu 2018 večer hořelo v bývalém trampolínovém centru Freestyle Kolbenka – v hale na adrese Kolbenova 886/9a, která patří k areálu KCD Sever. U objektu se zřítila střecha. Požár byl uhašen po půlnoci.
Od 2. desetiletí 21. století jsou brownfieldy postupně upravovány a nahrazovány moderní zástavbou. Jedná se především o projekt Tulipa City u ulice Moravcových na severní straně ulice a Vivus Kolbenova u ulice Na Černé strouze na jižní straně. Na jižní straně hloubětínského úseku u ulice Laponská vzniká rezidenční čtvrť Suomi Hloubětín a Lappi Hloubětín.

### Hloubětín na východ od Kbelské
Severní stranu tvoří zeleň, supermarkety, autoservisy a čerpací stanice. Jižní stranu Kolbenovy tvoří zeleň a za ní domy sídliště Hloubětín, které bylo postaveno v letech 1961–1965. Ve východní části je čerpací stanice a supermarket.

## Městská hromadná doprava
V západním úseku mezi náměstím Organizace spojených národů a vozovnou Hloubětín vede tramvajová trať se zastávkami Vysočanská (směr z centra), Špitálská, Poštovská, Kolbenova, u které byla v roce 2001 zprovozněna stanice metra Kolbenova, poté se už v katastrálním území Hloubětína stáčí na jih směrem do Poděbradské. Trať z náměstí OSN do zastávky Nový Hloubětín byla zprovozněna 7. října 1948. Od roku 1951 na ni navazovala manipulační trať ve Kbelské, ze které se dalo zahnout do tehdy otevřené vozovny Hloubětín, případně se dalo pokračovat dále na jih do zastávky Starý Hloubětín a od roku 1976 až na Lehovec. Teprve v roce 1986 byla trať z Kbelské přeložena západně od vozovny v souvislosti se zprovozňováním silničního okruhu (Průmyslový polookruh).

## Budovy a instituce

### Vysočany

#### Severní strana
- Pozemky vlastněné společností Polygon BC, a. s., Kolbenova 5, plánovaná polyfunkční čtvrť Kolbenova Business Park
  - Kolben & spol. Zde v roce 1896 vznikly základy pozdějšího podniku ČKD. Po roce 1927, kdy vzniklo ČKD, projektovala a stavěla budovy ve Vysočanech karlínská firma V. Nekvasil, v jejímž čele stál architekt Otakar Nekvasil (1869–1933). Tyto nejstarší montážní haly a původní slévárna byly strženy v roce 2002.[17]
  - Hlavní vrátnice ČKD, stávala proti ústí ulice Špitálské do Kolbenovy.
  - Věž (vedle vrátnice), štíhlý hranol devítipatrové stavby zbudované asi v letech 1948–1949. Na její střeše byla konstrukce s rudou hvězdou. V přízemí budovy se nacházela zkušebna transformátorů, v nižších podlažích kanceláře a v horních byla nádrž na užitkovou vodu. Zbořena.
- Budova výroby elektrických přístrojů (na parc. 1207/31) a expediční skladiště (na parc. 1207/28), kolmo na Kolbenovu. Budova výroby elektrických přístrojů byla postavena v roce 1923, v roce 1929 byla prodloužena o expediční skladiště, takže její celková délka dosáhla 170 metrů. Později zde sídlila ČKD Mechanika.[17]
- Budova výroby malých strojů (na parc. 1207/62), kolmo na Kolbenovu. Budova pochází z roku 1927 a vyráběly se v ní např. vysavače a později zubní křesla.[17]
- Kotelna (na parc. 1207/50 a 51) z konce 20. let.
- Chladicí věž (na parc. 1207/49), kulturní památka od roku 2004. Oktogonální stavba na nízkém soklu z 20. let 20. století, která se směrem vzhůru zužuje. Sloužila k ochlazování přehřáté páry z kotelny. V současnosti bez využití (stav 2019).[18]
- Menší slévárna (na parc. 1207/5 a 6), podsklepená třílodní slévárna kovů se železobetonovou nosnou konstrukcí a ocelovým příhradovým zastřešením o rozměrech 70 × 50 metrů postavená v letech 1928–1930 firmou Nekvasil. Na konci 30. let 20. století byla doplněna přístavbou před jižním průčelím a na západ od ní byl zbudován skladový objekt. Budova nebyla rekonstruována nebo výrazně opravována, takže si nese svou původní architektonickou hodnotu. Součástí objektu je asi 50 metrů vysoký cihlový komín. [19] Na začátku 2. desetiletí 21. století zde společnost Agma vyráběla odlitky z hliníku a bronzu.[17][20] Blíží se ale doba, kdy i tato výroba skončí. Majitel je již předběžně domluven na prodeji developerské společnosti. Původní záměr počítal s demolicí a náhradou za 3 věžové domy (cca 15 pater). Proti tomuto plánu vznikla lokální iniciativa za zachování a konverzi haly na novou funkci. Hala zakomponovaná do moderní výstavby na takto exponovaném místě by dokonale vytvářela tzv. genia loci celé moderní čtvrti. Zároveň by se skvěle hodila pro všestranné využití a doplnění o komerční a občanské vybavenosti, kterou tato lokalita zatím postrádá.[21]
- AFI City, vznikající komerční a administrativní čtvrť, za ní rezidenční čtvrť Tulipa City na místě ČKD Slévárny a Moury
  - Větší slévárna. Slévárna šedé litiny se železobetonovou nosnou konstrukcí a ocelovým příhradovým zastřešením o rozměrech 127 × 67 metrů byla postavena v letech 1928–1930 firmou Nekvasil a zbořena v roce 2002.[17] V roce 2005 byl odstřelen i komín její kotelny, který měřil 68 metrů.[17]
  - AFI City 1, Kolbenova 1021/9. Administrativní výšková budova (s pracovním názvem Tower A) z let 2018–2020 o 19 nadzemních a 3 podzemních podlažích, kterou vyprojektovalo architektonické studio CMC Architects.[22]
- Kolbenova City Development – KCD Sever
  - Brum Bambule, Kolbenova 886/9a, rodinný zábavní park

#### Jižní strana
- Dům čp. 37, Kolbenova 37/4, Prouzova 5. Funkcionalistický dům s nejmenšími byty z roku 1936 podle projektu Jiřího Krofty a Jaroslava Kučery.[23]
- Restaurace a vinárna U Šebestiána, Kolbenova 760/10
- Svatyně Krista Krále, Kolbenova 658/14. Funkcionalistický římskokatolický jednolodní plochostropý kostel podle projektu Bedřicha Vrzala z let 1929–1930 s vystupujícím pravoúhlým kněžištěm a s věžičkou, který se nachází uvnitř bloku činžovních domů.[24]
- Byt Khodlových, Kolbenova 659/16. Václav a Emanuela Khodlovi u sebe nechávali přespat Jozefa Gabčíka a Jana Kubiše, kteří v rámci vojenské operace Anthropoid zaútočili na zastupujícího říšského protektora Reinharda Heydricha. Pravděpodobně odsud odjeli parašutisté ráno 27. května 1942 na místo akce. Khodlovi za pomoc československým výsadkářům zaplatili cenu nejvyšší. Dne 24. října 1942 byli včetně syna Václava popraveni v koncentračním táboře Mauthausen.[25] Dne 22. října 2016 byla na domě osazena pamětní deska s textem: V tomto domě žili obětaví členové sokolského odboje / Emanuela a Václav / KHODLOVI /  se synem Václavem KHODLEM /  spolupracovníci výsadku ANTHROPOID. / Popraveni nacisty 24.10.1942 v Mauthausenu.[26]
- Blok čtyř funkcionalistických domů, Kolbenova 610/26, 803/28, 804/30, 805/32. Nájemní domy z roku 1939 podle projektu Františka Loudy.[27]
- Areál Praga - Pragovka. Firma byla založena v roce 1907 pod názvem Pražská továrna na automobily a vznikla jako společný projekt První českomoravské továrny na stroje v Praze a Ringhofferových závodů, které se však za nějakou dobu účasti na společném podniku vzdaly. Od roku 1909 se automobily prodávaly pod značkou Praga. Výroba se v roce 1945 přesunula do Vysočan, protože její areál v Libni byl po vybombardování 25. března 1945 zničený. Závod byl v říjnu 1945 znárodněn a 7. března 1946 se stal součástí ČKD. Dne 2. září 1948 byl změněn název podniku na Auto-Praga a po smrti Klementa Gottwalda v roce 1953 na Automobilové závody Klementa Gottwalda (AZKG). Vyráběly se zde především 2 typy nákladních automobilů Praga V3S (vojenský třítunový speciál) a Praga S5T (silniční pětituna). Dne 1. ledna 1961 se vládním nařízením značka Praga stala součástí národního podniku Automobilové závody Letňany a výroba se přesunula do Letňan. Poslední zde vyrobený vůz V3S opustil vysočanskou továrnu 16. června 1964, avšak v Letňanech výroba pokračovala až do roku 1990.[28]
  - Pamětní deska dopisu 99 pragováků od Emanuela Famíry[29] (1900–1970) z bronzu visela u hlavní brány do roku 1989. Byl na ní text: Z tohoto závodu velkých dělnických revolučních tradic byl v kritickém roce 1968 odeslán dopis s devadesáti devíti podpisy do SSSR, žádající podporu a pomoc v boji s protisocialistickými silami. Tento soukromý dopis datovaný 18. července 1968, který vyzýval k mocenskému zásahu ze strany SSSR na obranu socialismu, podepsalo během celozávodní dovolené 99 zaměstnanců Automobilových závodů Klementa Gottwalda a jejich příbuzných. Dopis 23. července odevzdali na sovětském velvyslanectví a 30. července ho otiskla na titulní straně moskevská Pravda.[30][31]
  - Hala E strojíren Praga, Kolbenova 923/34a, kulturní památka od roku 2003. Trojlodní hala na půdorysu písmene E byla postavena firmou ing. Karla Skorkovského v letech 1931–1933 podle projektu Kotěrova žáka Josefa Kalouse (1889–1958). Původně sloužila jako ústřední skladiště Ministerstva pošt a telegrafů, po válce se stala součástí areálu firmy Praga a tehdy byla zvýšena o další podlaží rámové konstrukce. Budovu tvoří železobetonový skelet s šestiúhelnými pilíři s hřibovými hlavicemi a fasádě dominují tři okenní pásy nad sebou, přičemž každé pásové okno se skládá z 25 okenních tabulí.[32][33][27] Bývalá tovární hala se proměnila na umělecké centrum s názvem Pragovka Art District, které slouží jako místo setkávání umělců, odborníků i široké veřejnosti. Nacházejí se tam ateliéry malířů, sochařů, fotografů, módních návrhářů, designérů, nábytkářů i čalouníků. Pořádají se tam výstavy, koncerty a další kulturní akce. Galerie The White Room je určena pro výstavy rezidentů, zatímco Pragovka Gallery, která vznikla na konci ledna 2018 v přízemí, slouží k prezentaci současného umění vzniklého mimo areál Pragovky.[34] Od roku 2014 jednou ročně na jaře probíhá akce Kolben Open, kdy umělci otevírají své ateliéry pro veřejnost.[35] V budově se natáčel 82. díl (Tvůrčí krize) televizního kriminálního seriálu Specialisté (premiéra 3. června 2019, režie Róbert Šveda).
  - Komín strojíren Praga (s límcem) za budovou Kolbenova 616/34, kulturní památka od roku 2003. Byl postaven ve 20. letech 20. století firmou Nekvasil podle projektu Karla Skorkovského. Komínový vodojem byl postaven z režných cihel na železobetonové nosné konstrukci s ochozem. Vodojem zásoboval užitkovou vodou celý areál, voda byla čerpána z místní studny s možností doplnění z městského vodovodu.[36]
  - Poliklinika Kolbenova, Kolbenova 473/36. Budova byla vybudována v roce 1923 pro správce areálu. Později byla přeměněna na jedno ze zdravotních středisek zaměstnanců ČKD. V roce 1993 byla poliklinika zprivatizována.[37]
  - Hala č. 19 strojíren Praga (nástrojárna) (na parc. 1025/39), kulturní památka od roku 2006. Funkcionalistická stavba podle německého typového vzoru Zeiss-Dywidag byla postavena v letech 1938–1942 v rámci továrny na letadla společnosti Junkers. Základ stavby tvoří železobetonová monolitická dvoupodlažní hala se čtyřmi loděmi. Prostřední dvě lodi horního podlaží jsou zastřešeny válcovými skořepinami. Má rozměry 100 × 50 metrů. Jedná se o jednu ze 33 staveb se systémem zastřešení navrženým konstruktérem Franzem Antonem Dischingerem, které realizovala firma Dyckerhoff & Widmann AG.[38] V září 1945 se do této haly přestěhovala továrna Praga. Zpočátku se zde montovaly osobní vozy, později především nákladní automobily, včetně proslulého typu Praga V3S.
  - Rugbyové hřiště klubu RC Praga Praha u Rokytky. Klub byl založen v roce 1944, toto hřiště klub využívá od roku 1955. Svá domácí utkání zde Praga nehrála jen během přestávky v 80. letech 20. století, kdy u hřiště probíhala stavba plynovodu. Na jaře 2014 byla na hřišti vystavena první tribuna pro diváky.[39]
  - Hala č. 18 (na parc. 1116/17), třílodní konstrukce z železobetonu a skla z let 1938–1942. Na západní straně bývala stavebně propojena s Halou č. 12. Fungovala jako lisovna a malá kalírna. Uvnitř se nacházela lisovna, sklad plechu, stříhárna plechu, nástrojárna velkých nástrojů, malá sekce, sklad nástrojů a údržba.[40]
- Kolbenova City Development – KCD Jih, areál bývalého ČKD Trakce o rozloze 14 hektarů vlastnila firma Codeco.
  - Administrativní objekt Závodů AGA, a. s., Kolbenova 609/38, kulturní památka. Továrna na výrobu svářecího plynu (dissusplynu) a kyslíku byla postavena na protáhlém pozemku v letech 1939–1941 firmou Podnikatelství staveb Miroslav Smlsal podle projektu architekta Františka Alberta Libry (1891–1958). Jednalo se o pražskou pobočku švédské akciové společnosti. Z původní továrny se zachoval pouze vstupní funkcionalistický objekt, v jehož přízemí byly místnosti pro styk s odběrateli a výstavní síň, v prvním patře kanceláře a ve druhém byt ředitele.[41] V dvorním křídle se v přízemí nacházela hygienická zařízení a jídelna, nad nimi byty zaměstnanců a v objektu nechyběly ani garáže. Tato administrativní a obytná část byla od továrního dvora oddělena praktickou zahradní pergolou.[42] Jednolité průčelí do Kolbenovy je z boku rozbito kubickým rizalitem při vstupu, který je nesen dvěma sloupy. Fasáda je členěna pásovými okny, přízemí je obloženo keramikou a luxferový pás prozrazuje prostor vnitřního schodiště. Interiéru dominuje hlavní středové schodiště, ze kterého vybíhají dvě chodby.[43] Po druhé světové válce areál připadl podniku ČKD-Trakce.
  - KCD 4, Kolbenova 942/38a, administrativní budova s 3 nadzemními a 1 podzemním podlažím byla v roce 2008 bezbariérově přestavěna.
  - Stanice metra Kolbenova, Kolbenova 987/40c. Stanice na žluté lince B byla uvedena do provozu 6. června 2001. Ve vestibulu metra byla instalována bronzová busta Emila Kolbena na žulovém podstavci připevněném ke zdi. Na přední straně podstavce je vyrytý Kolbenův podpis. Vpravo je vysvětlující nápis ING DR HC EMIL KOLBEN PRŮKOPNÍK ČESKÉHO ELEKTROTECHNICKÉHO PRŮMYSLU. 28. července 2013 byla busta zcizena.[44] Stanice je 26 metrů pod povrchem a její nástupiště je 192 metrů dlouhé.
  - KCD 13, Kolbenova 931/40b, administrativní budova s bezbariérovým přístupem
  - Továrna AERO, po ulici Na Černé strouze. Továrna letadel Aero byla založena Vladimírem Kabešem v lednu 1919 a její nové sídlo ve Vysočanech bylo postaveno v roce 1923. Hlavní železobetonová montážní hala byla zastřešená parabolickými nosníky a k ní z obou stran přiléhaly nižší plochostropé objekty. Po snížení počtu armádních zakázek na letadla začala firma od konce 20. let 20. století směřovat svou výrobu i na automobily.[45] Hala Aero (Kolbenova 305/40 byla v roce 2020 stržena.
  - Filmové ateliéry KCD: Hala STH (plocha ateliéru 1 700 metrů čtverečních; výška 10,4 m, délka 76 m, šířka 24 m), Hala 1 (přízemní plocha ateliéru 4 500 metrů čtverečních; výška 10,5 m, délka 108 m, šířka 25 m), Hala 50 (plocha ateliéru 3 750 metrů čtverečních; výška 9,6 m, délka 104 m, šířka 36 m) a Hala 700 (plocha ateliéru více než 3 000 metrů čtverečních; výška 12 m, délka od 48 do 84 m, šířka 54 m). V těchto prostorách se mimo jiné natáčely filmy Bídníci (1998 nebo 2000?), Tmavomodrý svět (2001), Blade 2 (2002), Liga výjimečných (2003), Král Artuš (2004), Hellboy (2004), Tristan a Isolda (2006) a Wanted (2008).[46]
- Vivus Kolbenova, mezi ulicemi Na Černé strouze a Smržových, vznikající rezidenční čtvrť
- Möbelix, Kolbenova 510/50, obchod nábytkem
- PepsiCo Cz, s.r.o., Kolbenova 510/50, velkoobchod nápojů, centrála a výrobní závod. Ve vysočanském závodě se stáčí nápoje mezinárodních značek (například Pepsi, Mirinda, 7UP) a džusy a nápoje značky Toma. V komplexu jsou rovněž laboratoře, kde firma vyvíjí nové receptury pro značku Toma.[47] Od roku 2017 je v provozu moderní stáčecí linka za 150 milionů korun, která dokáže vyprodukovat až 24 tisíc lahví za hodinu.[48]

### Hloubětín
- Vozovna Hloubětín byla uvedena do provozu v roce 1951.
- Supermarket Lidl, Kolbenova 956/27a
- Supermarket Kaufland, Kolbenova. Objekt samoobslužné prodejny s koncesionářskými prodejními plochami má 2 nadzemní a jedno ustupující podlaží. Otevřen byl jako desátá pražská pobočka 25. října 2018 za přítomnosti starosty Prahy 14 Radka Vondry.[49] Investor stavby byl InterCora, spol. s r. o. a vyprojektoval ji BO MART, spol. s r. o. Zastavěná plocha činí 0,49 hektaru a zeleň 0,13 hektaru. V přízemí je 148 parkovacích stání a 68 mimo objekt.[50]
- Supermarket Penny, Kolbenova 1094

## Galerie

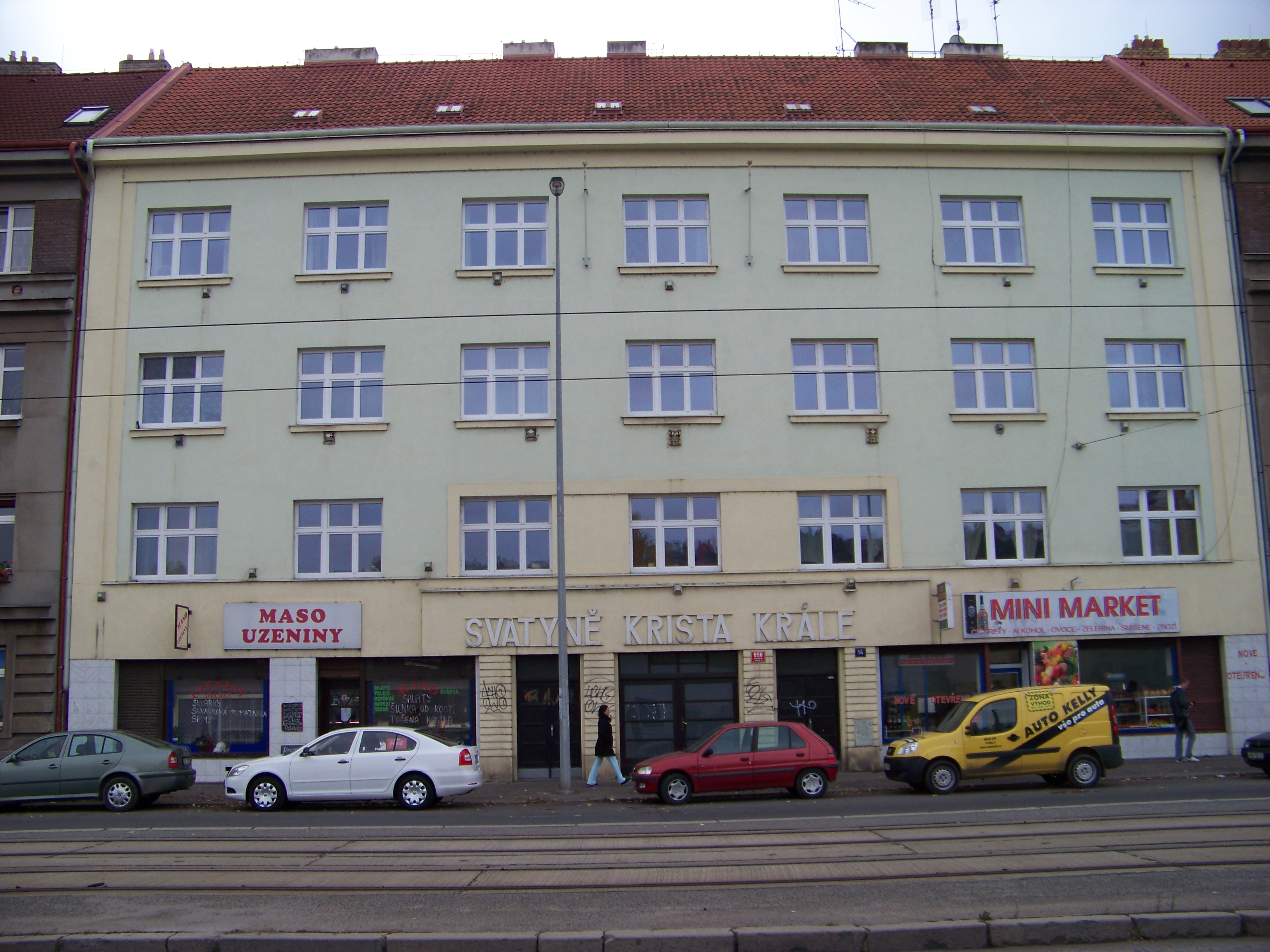
Činžovní dům, ve kterém je vchod do Svatyně Krista Krále.
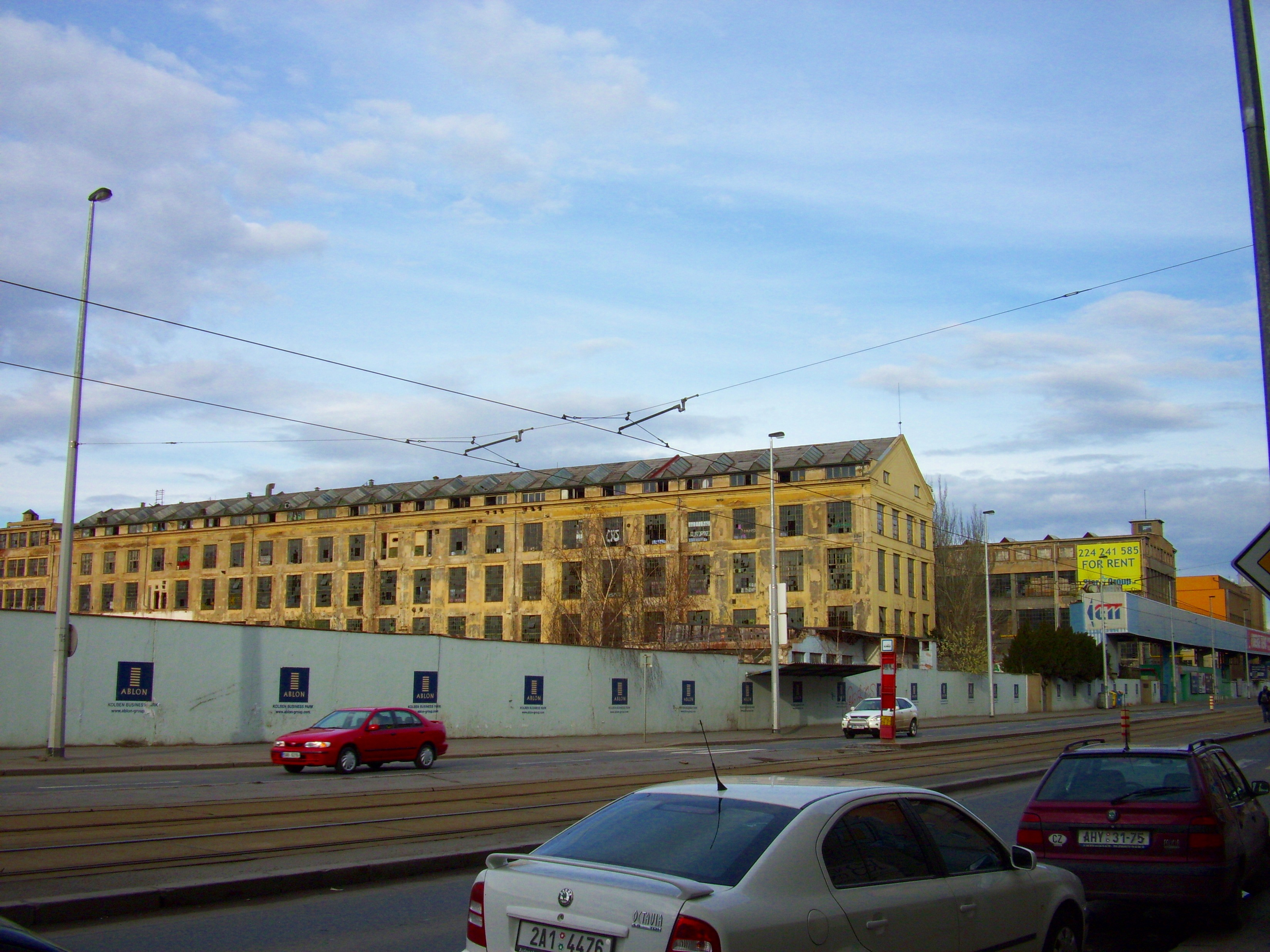
Budova ČKD Mechanika v roce 2010
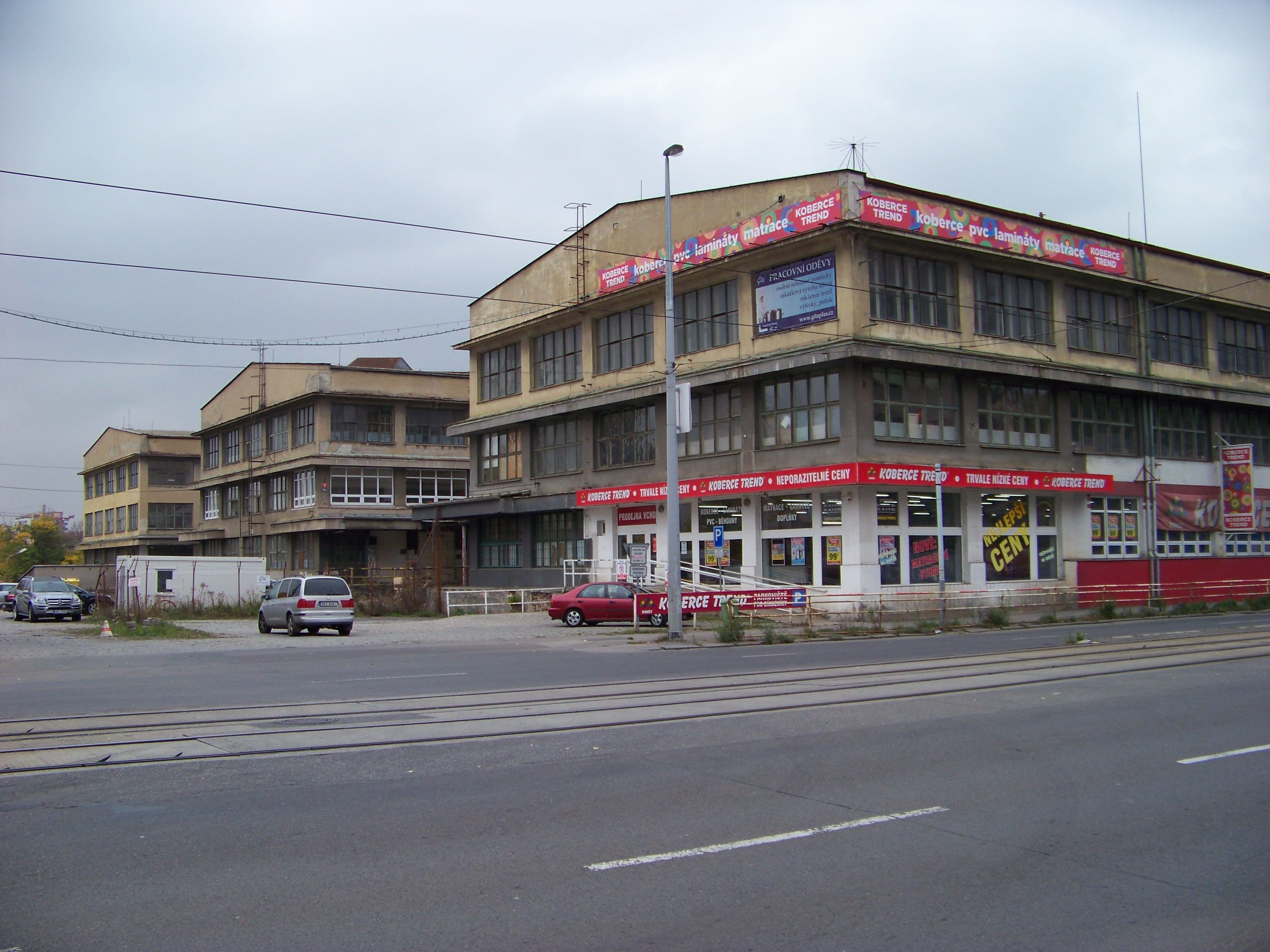
Praga - hala E
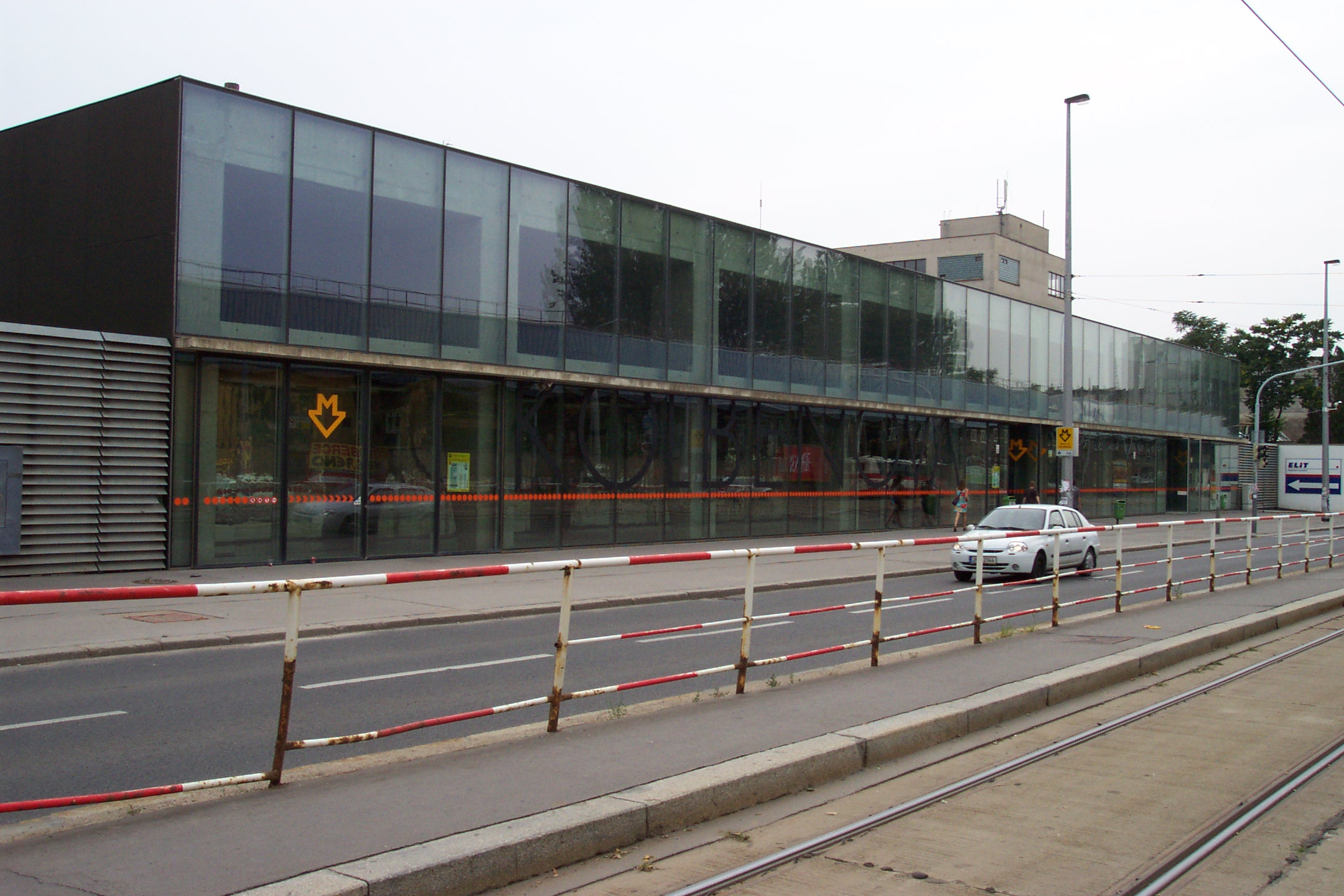
Vchod do stanice metra Kolbenova